# Evolve (Imagine Dragons)
Evolve (reso graficamente ƎVOLVE) è il terzo album in studio del gruppo musicale statunitense Imagine Dragons, pubblicato il 23 giugno 2017 dalla Interscope Records.
Nonostante l'accoglienza non positiva della critica specializzata, l'album ha riscosso un grande successo di vendite internazionale, e i primi tre singoli Believer (miglior brano rock ai Billboard Music Awards 2018), Thunder (candidato al Grammy Award alla miglior performance pop di un gruppo) e Whatever It Takes sono rimasti per mesi in cima alle classifiche dei singoli rock più venduti negli Stati Uniti. L'album ha inoltre vinto il Billboard Music Award come miglior album rock dell'anno ed è stato candidato al Grammy Award al miglior album pop vocale nel 2018.
Ricco di elementi della musica pop ed elettronica ma anche di altri generi come R&B, il cantante Dan Reynolds ha definito il disco un'«evoluzione» rispetto alle loro precedenti produzioni.

## Tracce

### Edizione standard
1. I Don't Know Why – 3:10 (Imagine Dragons, Mattman & Robin, Justin Tranter)
2. Whatever It Takes – 3:21 (Imagine Dragons, Joel Little)
3. Believer – 3:24 (Imagine Dragons, Mattman & Robin, Tranter)
4. Walking the Wire – 3:52 (Imagine Dragons, Mattman & Robin, Tranter)
5. Rise Up – 3:51 (Imagine Dragons, John Hill)
6. I'll Make It Up to You – 4:22 (Imagine Dragons, Tim Randolph)
7. Yesterday – 3:25 (Imagine Dragons, Alex da Kid, Jayson DeZuzio)
8. Mouth of the River – 3:41 (Imagine Dragons, Randolph)
9. Thunder – 3:07 (Imagine Dragons, Alex da Kid, DeZuzio)
10. Start Over – 3:06 (Imagine Dragons, Mattman & Robin, Tranter)
11. Dancing in the Dark – 3:53 (Imagine Dragons, Alex da Kid, DeZuzio)

Tracce bonus nell'edizione deluxe
1. Levitate – 3:18 (Imagine Dragons, Randolph)
2. Not Today – 4:18 (Imagine Dragons, Michael Daly)
3. Believer (Kaskade Remix) – 3:14 (Imagine Dragons, Mattman & Robin, Tranter)

Tracce bonus nell'edizione giapponese
1. Levitate – 3:18 (Imagine Dragons, Randolph)
2. Not Today – 4:18 (Imagine Dragons, Daly)
3. Believer (Kaskade Remix) – 3:14 (Imagine Dragons, Mattman & Robin, Tranter)
4. Roots – 2:55 (Imagine Dragons)

### Riedizione digitale 2018
1. Next to Me – 3:50 (Imagine Dragons, Alex da Kid, DeZuzio)
2. I Don't Know Why – 3:10 (Imagine Dragons, Mattman & Robin, Tranter)
3. Whatever It Takes – 3:21 (Imagine Dragons, Joel Little)
4. Believer – 3:24 (Imagine Dragons, Mattman & Robin, Tranter)
5. Walking the Wire – 3:52 (Imagine Dragons, Mattman & Robin, Tranter)
6. Rise Up – 3:51 (Imagine Dragons, John Hill)
7. I'll Make It Up to You – 4:22 (Imagine Dragons, Tim Randolph)
8. Yesterday – 3:25 (Imagine Dragons, Alex da Kid, Jayson DeZuzio)
9. Mouth of the River – 3:41 (Imagine Dragons, Randolph)
10. Thunder – 3:07 (Imagine Dragons, Alex da Kid, DeZuzio)
11. Start Over – 3:06 (Imagine Dragons, Mattman & Robin, Tranter)
12. Dancing in the Dark – 3:53 (Imagine Dragons, Alex da Kid, DeZuzio)

## Formazione
Imagine Dragons
- Dan Reynolds – voce, chitarra acustica, tastiera
- Wayne Sermon – chitarra elettrica, chitarra acustica, cori
- Ben McKee – basso, tastiera, sintetizzatore, cori
- Daniel Platzman – batteria, percussioni, cori

Produzione
- Alex da Kid – produzione esecutiva; produzione e programmazione (tracce 7, 9, 11, 12 e traccia 1 riedizione digitale)
- Jayson DeZuzio – produzione (tracce 7 e 9)
- Mattman & Robin – produzione e ingegneria del suono (tracce 1, 3, 4 e 10)
- Tim Randolph – produzione (tracce 6, 8 e 12), ingegneria del suono (tracce 6 e 8)
- Joel Little – produzione e ingegneria del suono (traccia 2)
- John Hill – produzione (traccia 5)
- Imagine Dragons – produzione (tracce 13 e 15)
- Rob Cohen – produzione parti vocali e ingegneria del suono (traccia 5)
- Travis Ference – ingegneria del suono (tracce 7, 9, 11 e traccia 1 riedizione digitale)
- Dave Cerminara – ingegneria del suono (tracce 6 e 8)
- John Hanes – ingegneria del suono per missaggio (eccetto tracce 7, 9, 11 e 13)
- Șerban Ghenea – missaggio (eccetto tracce 7, 9, 11 e 13)
- Manny Marroquin – missaggio (tracce 7, 9, 11)
- Robert Orton – missaggio (traccia 13)
- Randy Merrill – mastering (eccetto tracce 3, 12 e 13)
- Tom Coyne – mastering (tracce 3 e 12)

## Classifiche

### Classifiche settimanali
| Classifica (2017-25)      | Posizione massima |
| ------------------------- | ----------------- |
| Australia                 | 4                 |
| Austria                   | 2                 |
| Belgio (Fiandre)          | 6                 |
| Belgio (Vallonia)         | 2                 |
| Canada                    | 1                 |
| Danimarca                 | 6                 |
| Finlandia                 | 1                 |
| Francia                   | 3                 |
| Germania                  | 3                 |
| Grecia                    | 7                 |
| Irlanda                   | 3                 |
| Italia                    | 3                 |
| Lituania                  | 7                 |
| Norvegia                  | 1                 |
| Nuova Zelanda             | 1                 |
| Paesi Bassi               | 2                 |
| Polonia                   | 4                 |
| Portogallo                | 7                 |
| Regno Unito               | 3                 |
| Spagna                    | 3                 |
| Stati Uniti               | 2                 |
| Stati Uniti (alternative) | 1                 |
| Stati Uniti (rock)        | 1                 |
| Svezia                    | 2                 |
| Svizzera                  | 1                 |
| Ungheria                  | 6                 |

### Classifiche di fine anno
| Classifica (2017)  | Posizione |
| ------------------ | --------- |
| Australia          | 28        |
| Canada             | 12        |
| Islanda            | 36        |
| Italia             | 21        |
| Nuova Zelanda      | 26        |
| Regno Unito        | 72        |
| Stati Uniti        | 24        |
| Stati Uniti (rock) | 2         |
| Svizzera           | 20        |
| Classifica (2018)  | Posizione |
| Canada             | 7         |
| Nuova Zelanda      | 19        |
| Slovacchia         | 5         |
| Stati Uniti        | 11        |
| Stati Uniti (rock) | 1         |
| Classifica (2019)  | Posizione |
| Islanda            | 98        |
| Classifica (2020)  | Posizione |
| Belgio (Fiandre)   | 105       |
| Belgio (Vallonia)  | 134       |
| Paesi Bassi        | 60        |
| Svezia             | 60        |
| Classifica (2021)  | Posizione |
| Belgio (Fiandre)   | 119       |
| Belgio (Vallonia)  | 114       |
| Paesi Bassi        | 58        |
| Stati Uniti        | 114       |
| Svezia             | 80        |
| Classifica (2022)  | Posizione |
| Belgio (Fiandre)   | 104       |
| Belgio (Vallonia)  | 103       |
| Lituania           | 57        |
| Paesi Bassi        | 54        |
| Svezia             | 99        |
| Classifica (2023)  | Posizione |
| Ungheria           | 88        |
| Classifica (2024)  | Posizione |
| Portogallo         | 168       |
| Ungheria           | 78        |